# Castling’s Heath
Castling’s Heath – przysiółek we wschodniej Anglii, w hrabstwie Suffolk, w dystrykcie Babergh, w civil parish Groton. Leży 20 km na zachód od miasta Ipswich i 92 km na północny wschód od Londynu.
Znajdują się tam trzy zabytkowe budowle: Castling’s Hall, Castling’s Heath Cottage i Manor Farmhouse. Jest także dom weselny Dove Barn, w którym organizowane są przyjęcia.
W 1977 przysiółek liczył 20 mieszkańców.